# Byssocorticium
Byssocorticium is een geslacht van schimmels behorend tot de familie Atheliaceae. De typesoort is het Groenblauw vliesje (Byssocorticium atrovirens).

## Soorten
Volgens Index Fungorum bevat het geslacht zeven soorten (peildatum augustus 2023):
| Soortnaam                                      | Auteur(s)                     | Publicatiejaar |
| ---------------------------------------------- | ----------------------------- | -------------- |
| Byssocorticium atrovirens (Groenblauw vliesje) | (Fr.) Bondartsev & Singer     | 1944           |
| Byssocorticium caeruleum                       | Kotir., Saaren. & K.H. Larss. | 2011           |
| Byssocorticium californicum                    | Jülich                        | 1972           |
| Byssocorticium efibulatum                      | Hjortstam & Ryvarden          | 1978           |
| Byssocorticium naviculare                      | Hjortstam & Ryvarden          | 1982           |
| Byssocorticium neomexicanum                    | Gilb. & Budington             | 1970           |
| Byssocorticium pulchrum (Prachtvliesje)        | (S. Lundell) M.P. Christ.     | 1960           |